# Campeonato Mundial de Futebol Sub-17 de 2001
O Campeonato Mundial de Futebol Sub-17 de 2001 foi disputado em Trinidad e Tobago entre 13 a 30 de Setembro de 2001. Esta foi a 9ª edição da competição, e a primeira vez ganha pela França ao golear a Nigéria na final por 3–0.

## Mascote
A mascote oficial deste torneio era BEATS, um passarinho cantarolando, vestido com o equipamento da selecção nacional, camisola vermelha, preto curto e meias vermelhas.

## Seleções qualificadas
As 16 seleções a seguir se classificaram para o Mundial Sub-17 de 2001. Trinidad e Tobago classificou-se por ser o país-sede.
| Confederação                                   | Torneio de qualificação                 | Qualificados                |
| ---------------------------------------------- | --------------------------------------- | --------------------------- |
| AFC (Asia)                                     | Campeonato Asiático Sub-17 de 2000      | Omã Irã Japão               |
| CAF (Africa)                                   | Campeonato Africano Sub-17 de 2001      | Nigéria Burquina Fasso Mali |
| CONCACAF (Américas do Norte, Central e Caribe) | Campeonato Sub-17 da CONCACAF de 2001   | Estados Unidos Costa Rica   |
| CONMEBOL (América do Sul)                      | Campeonato Sul-Americano Sub-17 de 2001 | Brasil Argentina Paraguai   |
| OFC (Oceania)                                  | Campeonato Sub-17 da OFC de 2001        | Austrália                   |
| UEFA (Europa)                                  | Campeonato Europeu Sub-17 de 2001       | Espanha França Croácia      |
| País Anfitrião                                 | País Anfitrião                          | Trinidad e Tobago           |

## Árbitros
Esta é a lista de árbitros que atuaram na Copa do Mundo Sub-17 de 2001:
| Árbitros                                                            | Assistentes                                                                 |
| AFC                                                                 | AFC                                                                         |
| ------------------------------------------------------------------- | --------------------------------------------------------------------------- |
| KOR Im Eun Ju IRQ Hussein Issa                                      | JPN Yoshikazu Hiroshima                                                     |
| CAF                                                                 |                                                                             |
| NGA Chukwudi Chukwujekwu CMR Divine Evehe                           | EGY Salah El-Berry MLI Seydou Traore RSA Lazarus Matela SYR Hamdi Al Kadrie |
| CONCACAF                                                            |                                                                             |
| SLV Rodolfo Sibrian DOM Samuel Richard Contreras TRI Ramesh Ramdhan | MEX Ramon Munoz PAN Jackeline Saez BRB Winston Goodridge                    |

| Árbitros                                                                                | Assistentes                                              |
| OFC                                                                                     | OFC                                                      |
| --------------------------------------------------------------------------------------- | -------------------------------------------------------- |
| VAN Harry Atisson                                                                       | PNG Ani Hillaty                                          |
| CONMEBOL                                                                                |                                                          |
| ARG Daniel Gimenéz BRA Paulo de Oliveira                                                | PAR Nelson Cano PER Ana Pérez                            |
| UEFA                                                                                    |                                                          |
| POR Lucílio Cardoso Batista CZE Michal Benes ROU Alexandru Tudor ISL Kristinn Jakobsson | ISR Shabtai Nahmias POL Konrad Sapela NOR Steinar Holvik |

## Fase de grupos

### Grupo A
| Seleção           | P | J | V | E | D | GP | GC | SG |
| ----------------- | - | - | - | - | - | -- | -- | -- |
| Brasil            | 9 | 3 | 3 | 0 | 0 | 10 | 2  | +8 |
| Austrália         | 6 | 3 | 2 | 0 | 1 | 5  | 1  | +4 |
| Croácia           | 3 | 3 | 1 | 0 | 2 | 3  | 8  | –5 |
| Trinidad e Tobago | 0 | 3 | 0 | 0 | 3 | 2  | 9  | –7 |

| 13 de Setembro de 2001 | Trinidad e Tobago | 1 – 2 | Croácia                        | Hasely Crawford Stadium, Port of Spain      |
| 13:00                  | Blackman 57'      |       | Kranjčar 43' (g.p.) 67' (g.p.) | Público: 10,500 Árbitro: ARG Daniel Gimenéz |

| 14 de Setembro de 2001 | Austrália | 0 – 1 | Brasil       | Hasely Crawford Stadium, Port of Spain    |
| 18:00                  |           |       | Anderson 76' | Público: 10,800 Árbitro: CZE Benes Michal |

| 16 de Setembro de 2001 | Trinidad e Tobago | 0 – 1 | Austrália | Hasely Crawford Stadium, Port of Spain       |
| 13:00                  |                   |       | Agius 55' | Público: 25,100 Árbitro: ROU Tudor Alexandru |

| 16 de Setembro de 2001 | Croácia   | 1 – 3 | Brasil                                      | Hasely Crawford Stadium, Port of Spain       |
| 15:30                  | Prijic 6' |       | Bruno 7' · Leandro Bomfim 57' · Caetano 77' | Público: 25,100 Árbitro: SLV Rodolfo Sibrian |

| 19 de Setembro de 2001 | Brasil                                                           | 6 – 1 | Trinidad e Tobago | Hasely Crawford Stadium, Port of Spain    |
| 17:00                  | Malzoni 7' · Caetano 16' 41' 59' · James 36' (o.g.) · Junior 88' |       | Forbes 61'        | Público: 26,000 Árbitro: IRQ Issa Hussein |

| 19 de Setembro de 2001 | Croácia | 0 – 4 | Austrália                     | Hasely Crawford Stadium, Port of Spain            |
| 19:30                  |         |       | Smith 37' · Danze 40' 46' 66' | Público: 20,228 Árbitro: NGA Chukwudi Chukwujekwu |

### Grupo B
| Seleção        | P | J | V | E | D | GP | GC | SG |
| -------------- | - | - | - | - | - | -- | -- | -- |
| Nigéria        | 9 | 3 | 3 | 0 | 0 | 8  | 1  | +7 |
| França         | 6 | 3 | 2 | 0 | 1 | 11 | 6  | +5 |
| Japão          | 3 | 3 | 1 | 0 | 2 | 2  | 9  | –7 |
| Estados Unidos | 0 | 3 | 0 | 0 | 3 | 3  | 8  | –5 |

| 14 de Setembro de 2001 | Estados Unidos | 0 – 1 | Japão   | Dwight Yorke Stadium, Bacolet                 |
| 17:00                  |                |       | Abe 43' | Público: 7,500 Árbitro: BRA Paulo de Oliveira |

| 14 de Setembro de 2001 | França              | 1 – 2 | Nigéria                | Dwight Yorke Stadium, Bacolet              |
| 19:30                  | Sinama-Pongolle 87' |       | Shaibu 24' · Brown 75' | Público: 7,000 Árbitro: TRI Ramesh Ramdhan |

| 16 de Setembro de 2001 | Japão | 0 – 4 | Nigéria                                                     | Dwight Yorke Stadium, Bacolet                       |
| 16:00                  |       |       | Shaibu 35' · Opabunmi 39' · Brown 83' · Temile 90+1' (g.p.) | Público: 7,500 Árbitro: POR Lucílio Cardoso Batista |

| 16 de Setembro de 2001 | Estados Unidos                               | 3 – 5 | França                                               | Dwight Yorke Stadium, Bacolet         |
| 18:30                  | Magee 19' · Colombo 28' (o.g.) · Johnson 75' |       | Sinama-Pongolle 4' 60' 65' · Pietre 31' · Meghni 48' | Público: 7,000 Árbitro: KOR Im Eun Ju |

| 19 de Setembro de 2001 | Nigéria                | 2 – 0 | Estados Unidos | Dwight Yorke Stadium, Bacolet             |
| 17:00                  | Shaibu 32' · Ayuba 58' |       |                | Público: 7,500 Árbitro: VAN Harry Attison |

| 19 de Setembro de 2001 | Japão    | 1 – 5 | França                                                | Dwight Yorke Stadium, Bacolet              |
| 19:30                  | Yano 67' |       | Pietre 11' · Sinama-Pongolle 13' 54' 57' · Drouin 15' | Público: 7,315 Árbitro: ARG Daniel Gimenéz |

### Grupo C
| Seleção        | P | J | V | E | D | GP | GC | SG |
| -------------- | - | - | - | - | - | -- | -- | -- |
| Argentina      | 7 | 3 | 2 | 1 | 0 | 9  | 4  | +5 |
| Burquina Fasso | 5 | 3 | 1 | 2 | 0 | 4  | 3  | +1 |
| Espanha        | 3 | 3 | 1 | 0 | 2 | 4  | 6  | –2 |
| Omã            | 1 | 3 | 0 | 1 | 2 | 2  | 6  | –4 |

| 15 de Setembro de 2001 | Omã          | 1 – 2 | Espanha                  | Ato Boldon Stadium, Couva                            |
| 16:00                  | Al Hinai 22' |       | Torres 50' · Melli 90+2' | Público: 7,500 Árbitro: DOM Samuel Richard Contreras |

| 15 de Setembro de 2001 | Argentina                      | 2 – 2 | Burquina Fasso          | Ato Boldon Stadium, Couva                 |
| 18:30                  | Correa 2' · Lopez 90+2' (g.p.) |       | Sanou 22' · Conombo 79' | Público: 7,500 Árbitro: VAN Harry Attison |

| 17 de Setembro de 2001 | Espanha | 0 – 1 | Burquina Fasso   | Manny Ramjohn Stadium, Marabella               |
| 17:00                  |         |       | Sanou 41' (g.p.) | Público: 7,500 Árbitro: ISL Kristinn Jakobsson |

| 17 de Setembro de 2001 | Omã | 0 – 3 | Argentina                                 | Manny Ramjohn Stadium, Marabella         |
| 19:30                  |     |       | Lopez 10' · Tevez 37' · Colace 52' (g.p.) | Público: 7,500 Árbitro: CMR Divine Evehe |

| 20 de Setembro de 2001 | Burquina Fasso | 1 – 1 | Omã          | Ato Boldon Stadium, Couva                   |
| 17:00                  | Nikiema 22'    |       | Al Hinai 33' | Público: 7,000 Árbitro: ROU Alexandru Tudor |

| 20 de Setembro de 2001 | Espanha                   | 2 – 4 | Argentina                                                 | Ato Boldon Stadium, Couva                   |
| 19:30                  | Guillermo 23' · Senel 30' |       | Colace 3' (g.p.) · Lopez 57' · Zabaleta 72' · Aguirre 83' | Público: 9,300 Árbitro: SLV Rodolfo Sibrian |

### Grupo D
| Seleção    | P | J | V | E | D | GP | GC | SG |
| ---------- | - | - | - | - | - | -- | -- | -- |
| Costa Rica | 6 | 3 | 2 | 0 | 1 | 5  | 2  | +3 |
| Mali       | 6 | 3 | 2 | 0 | 1 | 4  | 2  | +2 |
| Paraguai   | 6 | 3 | 2 | 0 | 1 | 5  | 6  | –1 |
| Irã        | 0 | 3 | 0 | 0 | 3 | 2  | 6  | –4 |

| 15 de Setembro de 2001 | Mali       | 1 – 2 | Paraguai                    | Larry Gomes Stadium, Malabar         |
| 16:00                  | Traore 76' |       | Lopez 52' · Jara 86' (g.p.) | Público: 4,500 Árbitro: Issa Hussein |

| 15 de Setembro de 2001 | Irã | 0 – 2 | Costa Rica                | Larry Gomes Stadium, Malabar                 |
| 18:30                  |     |       | Alonso 51' · Azofeifa 76' | Público: 6,500 Árbitro: Chukwujekwu Chukwudi |

| 17 de Setembro de 2001 | Paraguai | 0 – 3 | Costa Rica                    | Larry Gomes Stadium, Malabar         |
| 17:00                  |          |       | Alonso 75' 84' · Azofeifa 82' | Público: 3,500 Árbitro: Benes Michal |

| 17 de Setembro de 2001 | Mali          | 1 – 0 | Irã | Larry Gomes Stadium, Malabar           |
| 19:30                  | Coulibaly 38' |       |     | Público: 3,270 Árbitro: Ramdhan Ramesh |

| 20 de Setembro de 2001 | Costa Rica | 0 – 2 | Mali                       | Larry Gomes Stadium, Malabar              |
| 17:00                  |            |       | Coulibaly 20' · Diarra 33' | Público: 4,000 Árbitro: De Oliveira Paulo |

| 20 de Setembro de 2001 | Paraguai                       | 3 – 2 | Irã                  | Larry Gomes Stadium, Malabar               |
| 19:30                  | Perez Matto 19' 42' · Jara 66' |       | Ahmadzadeh 81' 90+3' | Público: 4,000 Árbitro: Jakobsson Kristinn |

## Fases finais
|  | Quartas de final               | Quartas de final         |                                |                | Semifinais     | Semifinais     |  |  | Final                          | Final |
|  |                                |                          |                                |                |                |                |  |  |                                |       |
|  | 23 de Setembro - Port of Spain |                          |                                |                |                |                |  |  |                                |       |
|  |                                |                          |                                |                |                |                |  |  |                                |       |
|  | Brasil                         | 1                        |                                |                |                |                |  |  |                                |       |
|  | Brasil                         | 1                        | 27 de Setembro - Port of Spain |                |                |                |  |  |                                |       |
|  | França                         | 2                        |                                |                |                |                |  |  |                                |       |
|  | França                         | 2                        | França                         | 2              |                |                |  |  |                                |       |
|  | 24 de Setembro - Marabella     |                          | França                         | 2              |                |                |  |  |                                |       |
|  |                                | Argentina                | 1                              |                |                |                |  |  |                                |       |
|  | Argentina (a.p.)               | Argentina                | 1                              | 2              |                |                |  |  |                                |       |
|  | Argentina (a.p.)               |                          | 30 de Setembro - Port of Spain | 2              |                |                |  |  |                                |       |
|  | Mali                           | 1                        |                                |                |                |                |  |  |                                |       |
|  | Mali                           | 1                        | França                         | 3              |                |                |  |  |                                |       |
|  | 23 de Setembro - Port of Spain |                          | França                         | 3              |                |                |  |  |                                |       |
|  |                                | Nigéria                  | 0                              |                |                |                |  |  |                                |       |
|  | Nigéria                        | Nigéria                  | 0                              | 5              |                |                |  |  |                                |       |
|  | Nigéria                        | 27 de Setembro - Malabar |                                | 5              |                |                |  |  |                                |       |
|  | Austrália                      | 1                        |                                |                |                |                |  |  |                                |       |
|  | Austrália                      | 1                        | Nigéria                        | 1              | Terceiro lugar | Terceiro lugar |  |  |                                |       |
|  | 24 de Setembro - Marabella     |                          | Nigéria                        | 1              | Terceiro lugar | Terceiro lugar |  |  |                                |       |
|  |                                | Burquina Fasso           | 0                              |                |                |                |  |  |                                |       |
|  | Costa Rica                     | Burquina Fasso           | 0                              | 0              | Argentina      | 0              |  |  |                                |       |
|  | Costa Rica                     |                          |                                | 0              | Argentina      | 0              |  |  |                                |       |
|  | Burquina Fasso                 | 2                        |                                | Burquina Fasso | 2              |                |  |  |                                |       |
|  | Burquina Fasso                 | 2                        |                                |                | 2              |                |  |  |                                |       |
|  |                                |                          |                                |                |                |                |  |  | 30 de Setembro - Port of Spain |       |
|  |                                |                          |                                |                |                |                |  |  |                                |       |

### Quartos-finais
| 23 de Setembro de 2001 | Brasil       | 1 – 2 | França                              | Dwight Yorke Stadium, Bacolet          |
| 16:30                  | Alberoni 70' |       | Sinama-Pongolle 38' · Le Tallec 40' | Público: 7,500 Árbitro: Ramdhan Ramesh |

| 23 de Setembro de 2001 | Nigéria                                                 | 5 – 1 | Austrália  | Dwight Yorke Stadium, Bacolet              |
| 19:30                  | Opabunmi 24' (g.p.) 69' 79' · Mohammed 81' · Temile 85' |       | Engele 86' | Público: 8,000 Árbitro: Jakobsson Kristinn |

| 24 de Setembro de 2001 | Argentina                  | 2 – 1 (a.p.) | Mali       | Manny Ramjohn Stadium, Marabella                |
| 16:30                  | Rodriguez 38' · Fanari 96' |              | Diarra 35' | Público: 8,000 Árbitro: Cardoso Batista Lucilio |

| 24 de Setembro de 2001 | Costa Rica | 0 – 2 | Burquina Fasso         | Manny Ramjohn Stadium, Marabella      |
| 19:30                  |            |       | Gorogo 56' · Sanou 84' | Público: 8,700 Árbitro: Attison Harry |

### Semi-finais
| 27 de Setembro de 2001 | França                      | 2 – 1 | Argentina | Hasely Crawford Stadium, Port of Spain |
| 16:30                  | Le Tallec 56' · Berthod 58' |       | Tevez 49' | Público: 9,200 Árbitro: Evehe Divine   |

| 27 de Setembro de 2001 | Nigéria            | 1 – 0 | Burquina Fasso | Larry Gomes Stadium, Malabar                     |
| 19:30                  | Opabunmi 4' (g.p.) |       |                | Público: 7,500 Árbitro: Richard Contreras Samuel |

### Terceiro lugar
| 30 de Setembro de 2001 | Argentina | 0 – 2 | Burquina Fasso           | Hasely Crawford Stadium, Port of Spain |
| 15:30                  |           |       | Gorogo 30' · Conombo 78' | Público: 25,000 Árbitro: Issa Hussein  |

### Final
| 30 de Setembro de 2001 | França                                           | 3 – 0 | Nigéria | Hasely Crawford Stadium, Port of Spain           |
| 18:00                  | Sinama-Pongolle 34' · Le Tallec 53' · Pietre 81' |       |         | Público: 20,790 Árbitro: Cardoso Batista Lucilio |

## Premiações

### Campeões
| Campeão do Mundial Sub-17 da FIFA de 2001 FRANÇA 1º Título |

### Individuais
| Bota de Ouro            | Bola de Ouro            | Fair Play |
| ----------------------- | ----------------------- | --------- |
| Florent Sinama-Pongolle | Florent Sinama-Pongolle | Nigéria   |

## Top scorers
| Selecção | Jogador                 | Golos |
| -------- | ----------------------- | ----- |
| França   | Florent Sinama-Pongolle | 9     |
| Nigéria  | Femi Opabunmi           | 5     |
| Brasil   | Caetano                 | 4     |